# Cité idéale
Incarnation intellectuelle et matérielle de l'utopie, la Cité idéale est une conception urbanistique visant à la perfection architecturale et humaine. Elle inspire à bâtir et à faire vivre en harmonie une organisation sociale singulière basée sur certains préceptes moraux et politiques.  
Si de très nombreuses « cités idéales » ne sont restées qu'au stade de rêves dans l'esprit de leurs créateurs, certaines ont cependant été achevées dans les faits. Il s'agit cependant de réalisations « idéales » au sens où, contrairement à la cité spontanée, qui se développe peu à peu selon les besoins en fonction de décisions multiples, et donc de façon organique, la cité idéale est conceptuellement élaborée avant d'être matériellement construite, et sa fondation résulte d'une volonté intellectualisée et unifiée.  

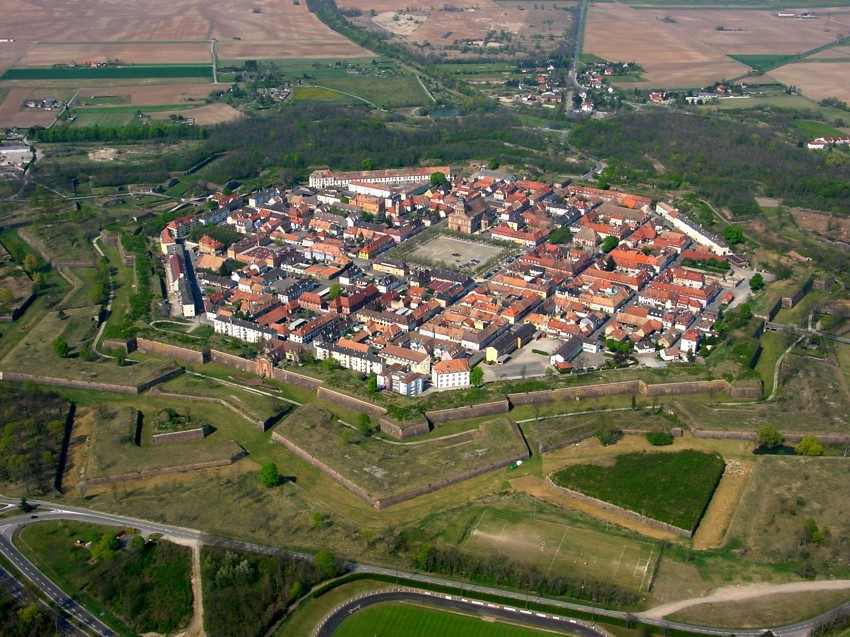
Neuf-Brisach, Alsace par Vauban

« Ainsi ces anciennes cités qui, n'ayant été au commencement que des bourgades, sont devenues par succession de temps de grandes villes, sont ordinairement si mal compassées, au prix de ces places régulières qu'un ingénieur trace à sa fantaisie dans une plaine »

— René Descartes, Discours de la méthode, seconde partie.

## Antiquité et Moyen Âge

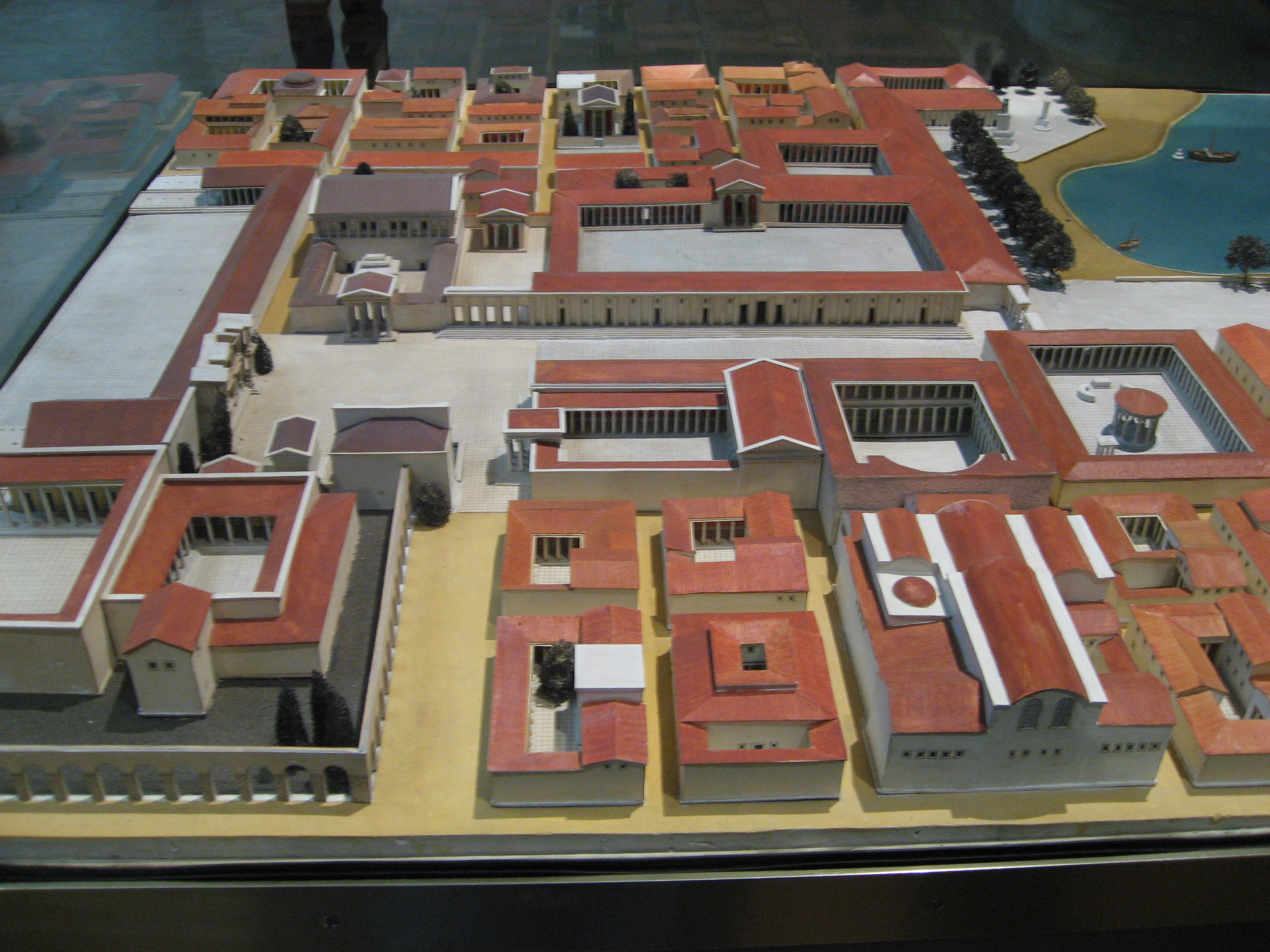
Maquette de la ville de Milet conservée au Musée de Pergame (Berlin)

Dès l'antiquité, les hommes rêvent d'édifier une cité idéale comme en témoigne le mythe de la Tour de Babel. Le sujet apparaît chez les philosophes grecs dans le contexte particulier de la cité-État, La République de Platon (427 à 348 av. J.-C.) en étant le plus célèbre exemple. Or, de fait, à partir du VIIe siècle av. J.-C., certaines volontés de rationaliser l'organisation spatiale de la ville se manifestent, notamment dans les villes nouvelles. 
Un plan orthogonal à damier encore grossier, dit plan hippodamien apparaît dans plusieurs colonies grecques telles que Sélinonte. On le retrouve par la suite aussi bien dans les villes antiques, que dans les villes contemporaines. Cette rationalisation de l'espace urbain, dont la paternité a longtemps été attribuée à Hippodamos de Milet (Ve siècle av. J.-C.), montre un souci de planification et d'optimisation de la gestion de la forme urbaine qui rejoint les préoccupations des philosophes. Selon Aristote, Hippodamos est à la recherche de la cité idéale au sens où l'organisation de l'espace urbain s'applique à traduire l'organisation de la république idéale, et on lui attribue le plan en damier du Pirée, ainsi qu'en 479 av. J.-C. la reconstruction de Milet, incendiée par les Perses. 
L'organisation sociale et urbanistique de la cité idéale est également au cœur des réflexions d'Aristote qui, dans sa Politique, s'intéresse, après l'avoir critiqué, à la République de Platon ainsi qu'aux cités existantes. Organisation de l'espace, organisation sociale et organisation politique rationnelles sont les axes selon lesquels les philosophes pensent la cité idéale, à laquelle les architectes et les premiers urbanistes se sont déjà attaqués sur le terrain. 
La fondation des villes par les colons romains, telle que la décrit Pierre Grimal, est effectuée selon un plan idéal obéissant à plusieurs exigences : rationalisation de l'espace par un réseau de rues en damier à partir d'un axe majeur fourni par l'intersection à angle droit du decumanus et du cardo dont les extrémités vont être les quatre accès principaux à la ville; découpage de l'espace en ilots qui seront répartis selon le rang et la fonction des futurs occupants dans un esprit de justice et d'égalité ; enfin orientation selon un plan est-ouest (decumanus) et nord-sud (cardo), déterminé par rapport au soleil, qui indique la dimension sacrée de la ville et peut-être son rapport au monde. La cité idéale romaine est une sorte de matrice, l'essence de la ville-mère, l'Urbs, Rome. Traduite sur le terrain, la ville romaine doit permettre aux citoyens de circuler, d'habiter, de travailler et d'être  sous la protection des dieux. Pierre Grimal cite l'exemple de Timgad, aujourd'hui inscrite au patrimoine mondial de l'humanité par l'UNESCO.  
Au Moyen Âge, le plan hippodamien est toujours utilisé dans la création des villes nouvelles, par exemple les bastides (à noter : Marciac , bastide du Gers, est en particulier dotée d'un plan parfaitement régulier et symétrique). Selon ce site, il existerait une vision de la cité idéale égalitaire qui se traduit dans le plan de ces villes nouvelles. Le site fait référence (mais avec une orthographe que l'on ne retrouve pas ailleurs), à Francesc Eiximenis, auteur d'un Regime[n]t de la cosa publica, dont le facsimilé est disponible ici. Cette grille hippodamienne est aussi celle du jeu d'échecs qui sert au dominicain Jacques de Cessoles à décrire l'organisation idéale de la cité ceinturée dans ses murs symbolisés par les quatre tours d'angle. Selon Jacques Heers, le fractionnement de l'espace urbain en espaces privés, l'absence d'un pouvoir central fort, s'opposent à la conception et la réalisation de grands projets publics au cours du Moyen Âge. 
Quoi qu'il en soit, le christianisme, s'appuyant sur le texte de l'Apocalypse de Saint Jean, offre aux fidèles la promesse d'une cité idéale qui n'est pas de ce monde, la Nouvelle Jérusalem. La cité idéale à laquelle les hommes doivent travailler, c'est La Cité de Dieu de Saint Augustin.

## De la Renaissance à l'âge classique

### Les utopies

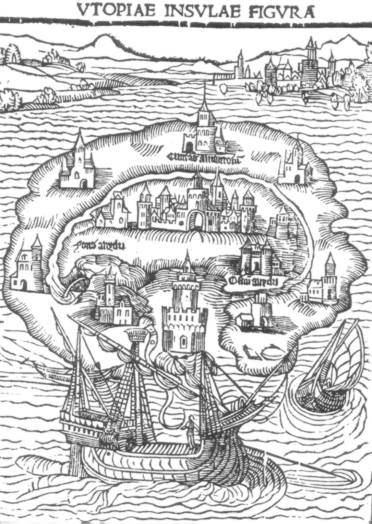
Vue d'Utopia de Thomas More à vol d'oiseau

L'humanisme italien de la Renaissance est fortement influencé par le retour de la cité-état. L'organisation urbaine et la question de la " société idéale " deviennent des sujets centraux de réflexion. Les villes médiévales aux ruelles tortueuses et incommodes apparaissent comme une forme dégénérée de la cité antique aux larges avenues rectilignes et aux perspectives majestueuses. Elles ne répondent plus aux exigences stratégiques et économiques de leur temps. Se pose aussi la question de l'organisation politique de la cité. Le thème du bon gouvernementse décline chez les philosophes, les juristes, les artistes, notamment les architectes, comme Le Filarète, qui dans son traité d'architecture en 25 volumes présente les plans de Sforzinda, une cité idéale.
Dans le Songe de Poliphile (1467), Francesco Colonna décrit une cité idéale sur l'île Cythérée. C'est aussi sur une île que Thomas More situe son Utopia (1516). François Rabelais (L’abbaye de Thélème, 1534), Johann Eberlin von Günzburg, (Wolfaria, utopie protestante), Tommaso Campanella (La Cité du Soleil, rédigée en 1602) et Francis Bacon (La nouvelle Atlantide, 1627)  imaginent eux aussi des sociétés idéales. Campanella est notamment très préoccupé par l'organisation d'un espace urbain qui épouse parfaitement l'organisation économique, sociale et politique de la cité. 

La problématique de la cité idéale gagne également la sphère artistique sous l'effet de la redécouverte du traité de Vitruve qui s'opère à l'extrême fin du Moyen Âge (De architectura, 1414) et des travaux de Leone Battista Alberti.
Parallèlement, des juristes comme Jean Bodin (1529-1596), des philosophes comme James Harrington (1611-1677)s'interrogent sur la structure juridique la plus favorable à préserver l'état idéal.

### Les expériences
Les aspirations sociales et politiques de la pensée utopique ont du mal à se traduire dans les faits en Europe. Les réalisations concrètes sont des expériences isolées, souvent à l'initiative de quelque personnage suffisamment puissant ou fortuné pour mener à bien ces projets. Ces réalisations expriment un idéal de rationalisation de l'espace urbain épousant la fonction de la ville, mais aussi le respect de la « divine proportion », pour reprendre l'expression de Luca Pacioli. Le village de Corsignano, berceau du pape Pie II devient ainsi la ville de Pienza en 1459. Les travaux, qui devaient en faire une cité idéale, restent inachevés à la mort de l'architecte florentin Bernardo Rossellino et de leur principal instigateur. L'aménagement de la cité de Ferrare par l'architecte Biagio Rossetti à partir de 1492 s'inscrit dans cette recherche d'un idéal mariant esthétique et rationalité, mais l'Addizione Erculea, intersection de deux avenues flanquée de quatre palais, ne représente qu'une fraction du projet qui reste lui aussi inachevé. 
En 1593, le surintendant de la ville de Venise fait construire Palmanova, caractérisée par sa forme originale d'étoile à neuf branches. La forteresse vise à la fois la perfection formelle et stratégique :  les portes monumentales sont conçues par Vincenzo Scamozzi dans la tradition vitruvienne, mais le plan rayonnant permet aux soldats rassemblés sur la place d'armes au centre de se rendre rapidement à leurs différents postes sur les remparts en passant par des avenues larges et dégagées. Sabbioneta, réorganisée au XVIe siècle par le duc de Mantoue, est également une cité-forteresse idéale à échelle réduite. Citons encore les villes nouvelles de Charleville, construite sur l'ordre de Charles Ier de Mantoue sur un plan hippodamien et tout entière vouée au négoce, ou Richelieu (Indre-et-Loire), bâtie elle aussi sur un plan hippodamien à l'instigation du cardinal de Richelieu. 
L'utopie uniquement sociale des anabaptistes de Münster, qui tentèrent d'instaurer une théocratie dans leur ville, fera peu d'émules. 
En revanche, la colonisation va offrir à certaines communautés européennes la possibilité d'expérimenter de façon paradoxale de nouveaux projets de cités idéales. Les missions jésuites du Paraguay embrigadent les Guaranis dans l'expérience des « réductions » qui durera du début du XVIIe siècle à 1767. Les Puritains du Mayflower qui fuient l'Angleterre anglicane pour fonder une société nouvelle en Nouvelle-Angleterre se préoccupent moins d'urbanisme que de liberté religieuse, mais la fondation de Philadelphie en 1681 par le quaker William Penn renoue avec la tradition de la cité utopique dont l'architecture même reflète la société idéale qu'elle prétend fonder.

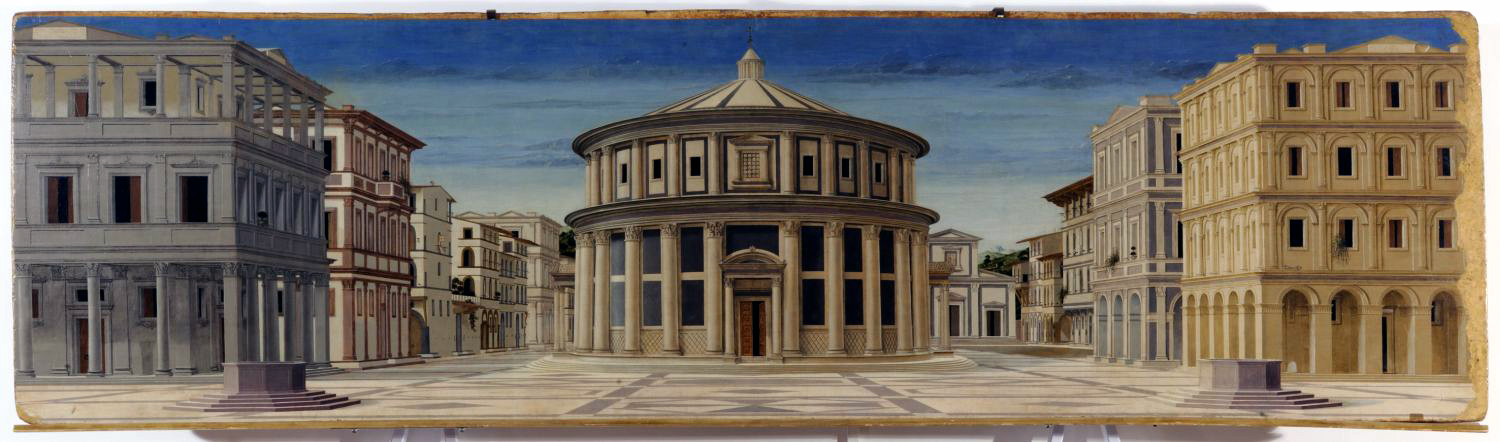
La Cité idéale, d'abord attribuée à Piero della Francesca puis à Luciano Laurana et maintenant à Francesco di Giorgio Martini ou Melozzo da Forlì

## XVIIIesiècle
Montesquieu (1689-1755) poursuit la réflexion entamée par les juristes et les philosophes à la recherche d'une constitution idéale pour réformer les sociétés. En 1755, dans le Code de la Nature, ou le véritable Esprit de ses lois, Étienne-Gabriel Morelly développe les bases révolutionnaires d'un état où l'égalité des droits et des devoirs des citoyens est assurée par une organisation mathématique et rationnelle de la cité et la disparition de la propriété privée. La vision selon laquelle la ville pourrait constituer le socle d’une société meilleure progresse dans les milieux intellectuels. Elle rencontre un écho particulier chez les révolutionnaires français, dont Saint-Just , – surnommé « l'archange de la Terreur » en raison de son intransigeance sur ses idéaux politiques – sera l’un des plus illustres représentants. Ils ne pourront toutefois pas réaliser leurs rêves d'une république vertueuse et idéale.
Le XVIIIe siècle voit de nombreux chantiers d'embellissement et de mise en ordre de l'espace urbain. C'est aussi le siècle des architectes visionnaires comme Jean-Jacques Lequeu, Étienne-Louis Boullée et Claude Nicolas Ledoux (1736-1806). Ce dernier est à l'origine d'une des réalisations de cité idéale les plus achevées au monde :  la Saline royale d'Arc-et-Senans située sur la commune d'Arc-et-Senans  (Doubs). Architecte visionnaire, Ledoux ne pourra toutefois pas mener à bien son projet d'une cité idéale, la ville de Chaux,.  Dépourvue de prison, articulée autour des besoins de ses habitants et intégrée à la nature, la ville est toute pétrie de bonnes intentions rousseauistes. Elle offrait, selon Alberto Pérez-Gómez, « un environnement physique où l'homme devait être en mesure de trouver le véritable bonheur. »
À la fin du XVIIIe siècle, en 1794, Samuel Taylor Coleridge et Robert Southey élaborent le projet d'une communauté idéale, la Pantisocracy (gouvernement par tous). Leur projet initial est de s'installer sur les rives de la Susquehanna aux États-Unismais les difficultés matérielles les découragent de tenter l'expérience.

## XIXesiècle

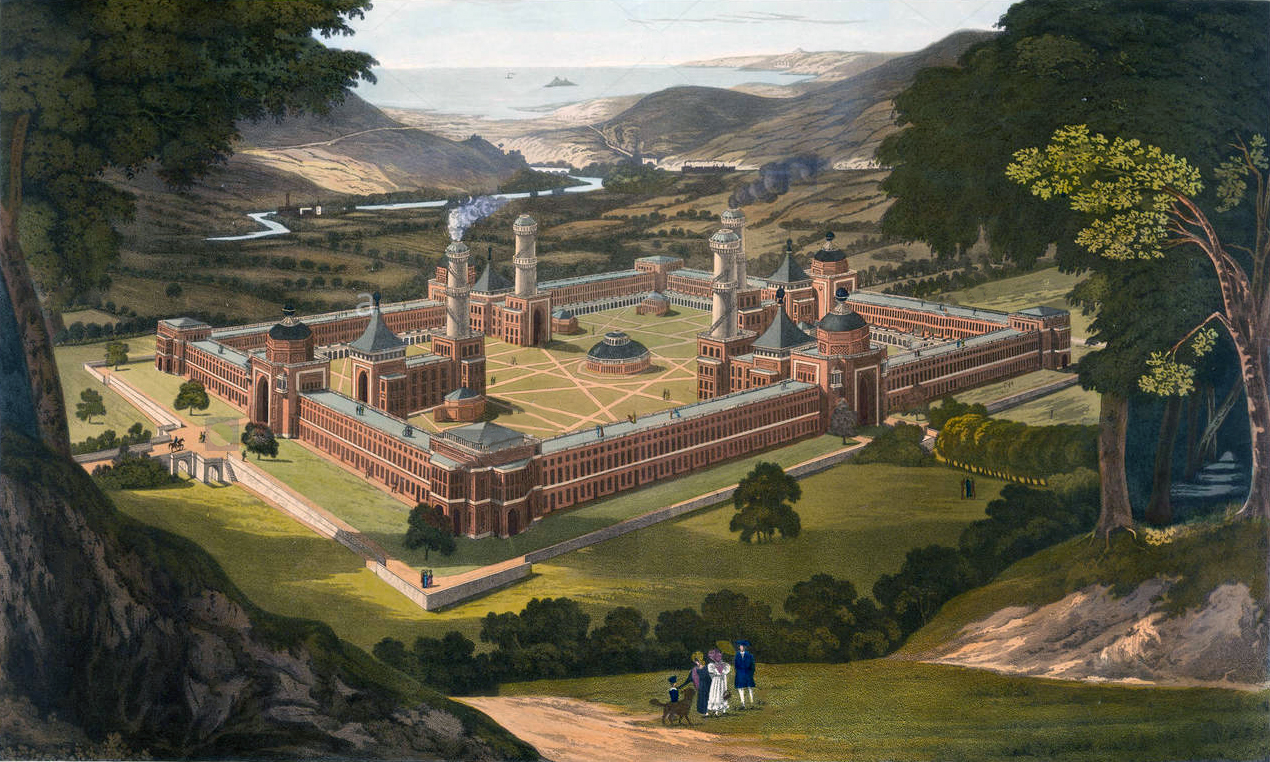
New Harmony, projet de communauté du socialiste utopique Robert Owen

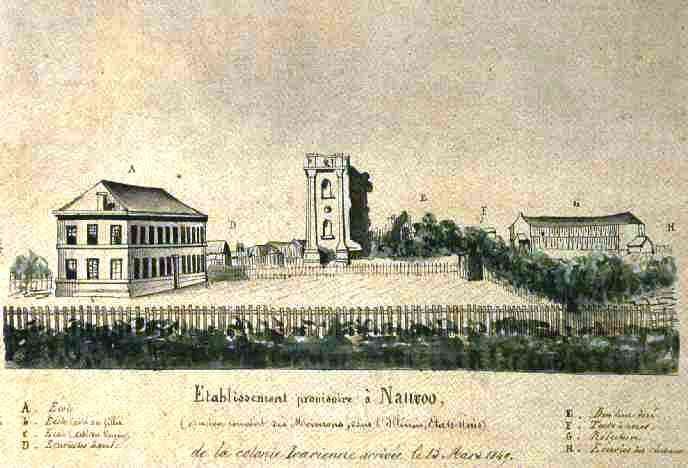
Dessin pour le projet d’Icarie

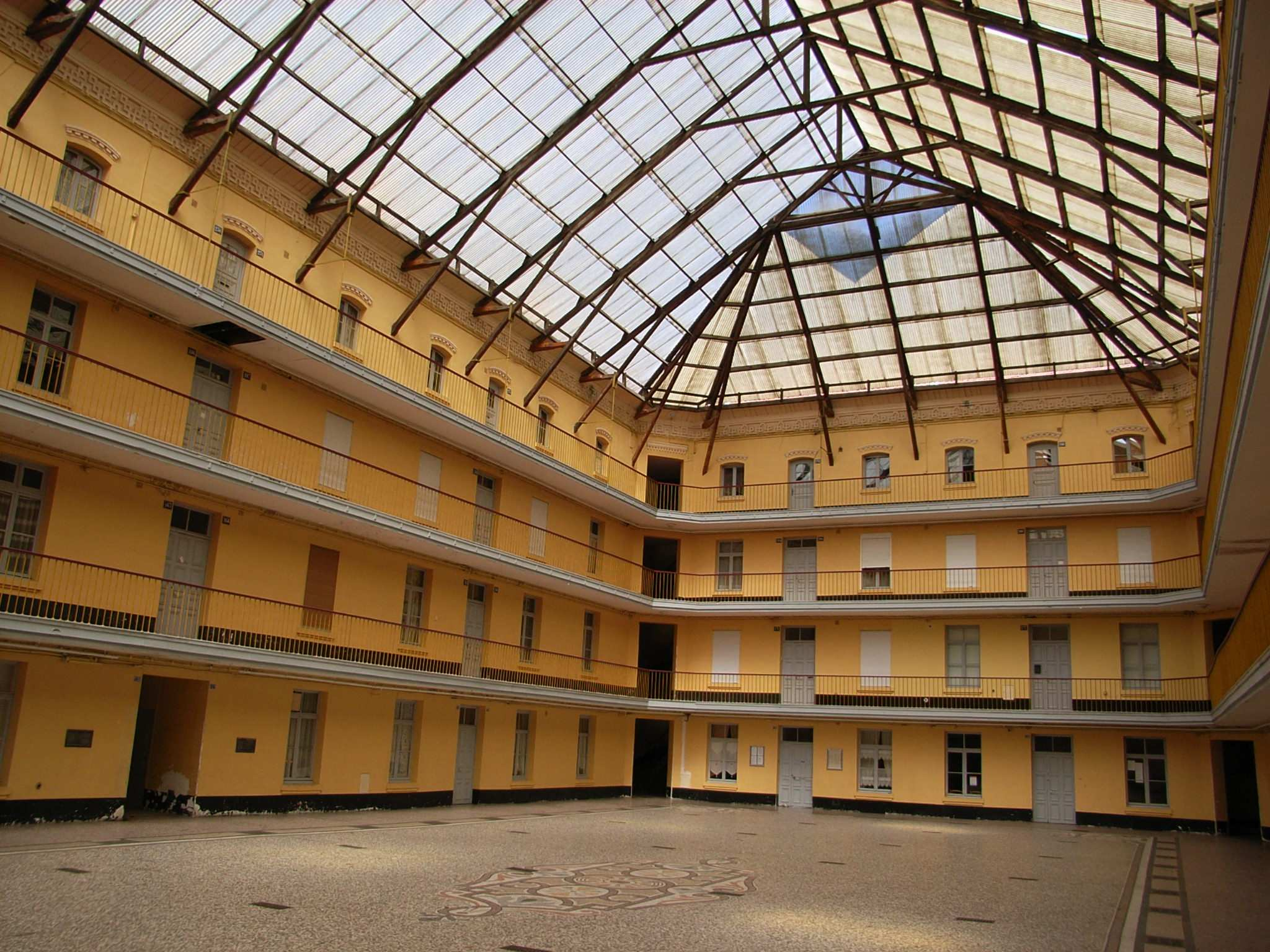
Intérieur du familistère (1859 -1880) de Guise

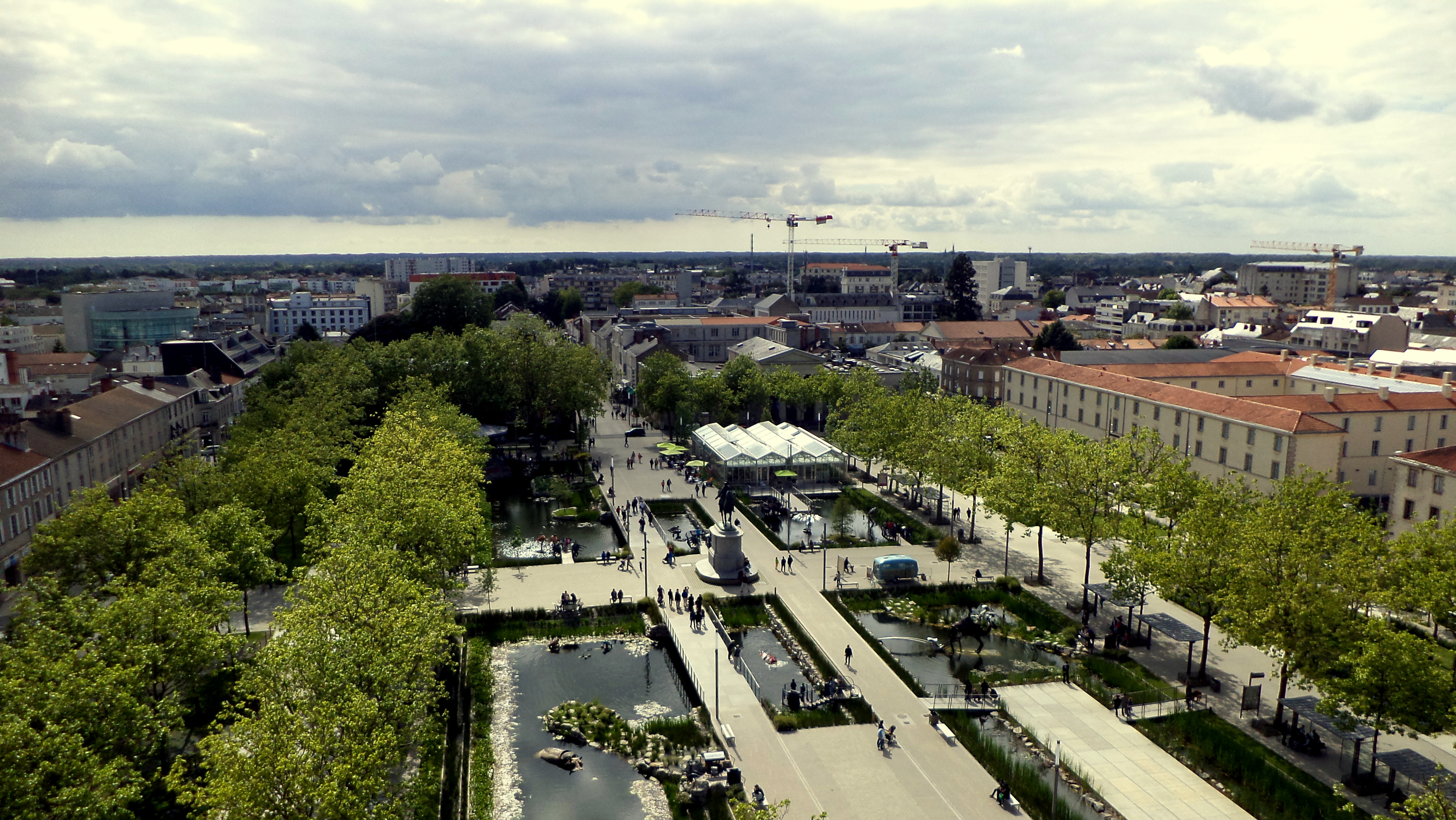
Place Napoléon au centre de la ville nouvelle de La Roche-sur-Yon

Les idées révolutionnaires qui ont inspiré le projet avorté des poètes anglais continuent à faire leur chemin. Au XIXe siècle, le socialisme utopique va inspirer la réalisation de communautés conçues pour éviter l'oppression de la majorité laborieuse par un petit nombre d'oisifs. Ce sont les phalanstères de Fourier, qui donnent au socialiste britannique Robert Owen l'idée des réformes de l'usine de New Lanark, puis celle de coopératives utopiques qu'il tente de réaliser, mais sans succès. Citons aussi Étienne Cabet, auteur de Voyage en Icarie (1840), qui tenta ensuite de transposer ses idées dans les faits en créant une Icarie aux États-Unis (Icaria, Iowa dans les années 1850). Son projet est un échec, mais il innove jusque dans la façon même dont la ville est conçue, non plus seulement par des spécialistes, mais aussi par une forme de ce que l'on appellerait aujourd'hui la « démocratie participative » :
« Imagine d’abord, soit à Paris, soit à Londres, la plus magnifique récompense  promise pour le plan d’une ville-modèle, un grand concours ouvert, et un grand comité de peintres, de sculpteurs, de savants, de voyageurs, qui réunissent les plans ou les descriptions de toutes les villes connues, qui recueillent les opinions et les idées de la population entière et même des étrangers, qui discutent tous les inconvénients et les avantages des villes existantes et des projets présentés, et qui choisissent entre des milliers de plans-modèles le plan-modèle le plus parfait. Tu concevras une ville plus belle que toutes celles qui l’ont précédée ; tu pourras de suite avoir une première idée d’Icara, surtout si tu n’oublies pas que les citoyens sont égaux, que c’est la république qui fait tout, et que la règle, invariablement, et constamment suivie en tout, c’est : d’abord le nécessaire, puis l’utile, enfin l’agréable. »
Jean-Baptiste André Godin essaiera de traduire une partie de ces aspirations sociales dans son familistère tandis que les communautés de saint-simoniens tenteront de mettre en pratique leurs idées de réforme sociale.
La réflexion sur la ville est également alimentée par les problèmes d'insalubrité, exacerbés par la croissance démographique et le début de l'exode rural. Les épidémies, rougeole, dysenterie, typhus, font des ravages en milieu urbain. L'épidémie de choléra qui touche Paris en 1832, par exemple, met l'accent sur les insuffisances de l'approvisionnement en eau potable. Les grandes villes, notamment Londres, sont accusées d'être le terrain de prédilection du crime, du vice et de la misère. 
Un exemple intéressant de réalisation du XIXe siècle est la ville napoléonienne de La Roche-sur-Yon (Vendée), en effet, cette dernière est largement inspirée des idées des architectes Pierre Patte et Jean-Jacques Huvé avec des rues rectilignes, une vaste place civique, ou encore de nombreux espaces publics.

Le développement et la démocratisation du chemin de fer durant les années 1850-1870 favorisent un relatif " retour à la nature " dont les cités-jardins britanniques constituent une figure emblématique. L'idée sera d'ailleurs ultérieurement adoptée en France, notamment à Stains (Seine-Saint-Denis) et à Suresnes (Hauts-de-Seine). 

La montée en puissance des préoccupations hygiénistes de l'époque transparaît dans ces différents projets. Considérant que la baisse de la mortalité et l'allongement de la durée de vie sont un aspect essentiel du progrès social, Benjamin Ward Richardson publie en 1876 un ouvrage intitulé Hygeia, a City of Health dans lequel il décrit une cité idéale pour la santé de ses habitants. La rénovation de Paris par Haussmann, Belgrand et Alphand est inspirée par ces théories hygiénistes comme en témoignent la construction des espaces verts ou des égouts de Paris. On retrouve ces aspirations chez Jules Verne, qui imagine une communauté idéale dans Les Cinq Cents Millions de la Bégum, qu'il baptise patriotiquement France-Ville, tandis que H. G. Wells publie en 1905 une Modern Utopia également inspirée de l'urbanisme hygiéniste.
Divers employeurs paternalistes, tels William Lever avec Port Sunlight (près de Liverpool) à partir de 1888, ou encore en Belgique au début du siècle à Bois-du-Luc et au Grand Hornu, tentent par ailleurs de combiner au mieux industrie et habitat.

## XXesiècle

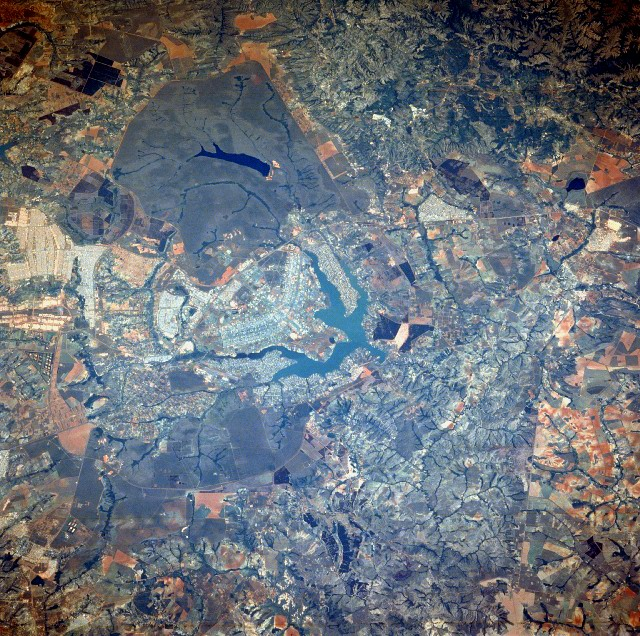
Brasilia : on distingue encore le plan original en forme d'oiseau

Pendant que, influencés par les idées socialistes, se développent en Palestine les premiers kibboutzim, avec leur plan sévèrement égalitaire et communautaire, la réflexion menée par les architectes de la fin du XIXe siècle débouche sur la notion d'urbanisme, terme qui apparaît en France au début du XXe siècle.
Associant préoccupations hygiénistes et sensibilité esthétique, Tony Garnier, auteur de La Cité Industrielle (1917), reprend les principes antiques d'une division fonctionnelle de l'espace urbain et préconise notamment la clôture de l'ilot de la « ville-parc » en utilisant des matériaux contemporains.
Si son œuvre théorique séduit les architectes soviétiques, elle ne trouve qu'un terrain d'application limité dans les travaux que lui confiera la Ville de Lyon. En effet, les quartiers industriels qu'il y réalisera ne seront finalement pas à l'image de son manifeste où s'articulent zones d'activités et zones résidentielles à faible densité et faible hauteur en gabarit. 
Ces préoccupations sociales se retrouvent chez Adriano Olivetti, qui développe ses idées en matière d'architecture et d'urbanisme dans Città dell'uomo (La Cité de l'homme) publiée à titre posthume. Il met en œuvre certaines de ces idées dans le développement de la Vallée d'Aoste et dans la reconstruction de l'Italie d'après-guerre. 
Le projet de Baldwin Hills Village, qui voit le jour au début des années quarante aux États-Unis, se situe dans la tradition des cités-jardins.
La figure de proue de la tradition utopique dans l'urbanisme d'après-guerre est peut-être l'architecte Le Corbusier dont les idées, le purisme notamment, vont essaimer dans le monde entier, inspirant l'architecture des villes nouvelles d'Europe de l'Est et les instigateurs du brutalisme anglo-saxon. Son nom est intimement lié à la naissance de villes modernes telles que Chandigarh, dont il est l'architecte avec Albert Mayer, mais aussi Brasilia, dont le plan d'urbanisme est réalisé par Lucio Costa et Oscar Niemeyer. La « Charte d'Athènes » de 1933 est une tentative pour synthétiser les concepts qui doivent, selon Le Corbusier et ses amis, présider à l'élaboration de la « ville fonctionnelle ». 
Louvain-la-Neuve est une ville nouvelle dont la construction débute dans les années 1970. Ses concepteurs ont essayé de répondre aux critiques faites aux villes modernes en posant trois principes : mixité, architecture sans gigantisme à taille humaine, absence de circulation automobile. 
Cependant la construction de cités idéales reste un projet accessible à l'initiative utopique privée. Le mouvement pacifiste des années soixante, par exemple, se traduit par la fondation d'Auroville, ou par la multiplication de communautés hippies informelles dans les pays industrialisés.
Dans les années soixante-dix, des artistes américains mettent en place le projet d'« Illichville », d'après le nom du penseur de l'écologie politique Ivan Illich. « Illichville » est une utopie urbaine centrée sur la notion de décroissance et de convivialité. C'est à la même époque qu'apparaissent des concepts comme l'Arcologie de l'architecte Paolo Soleri, qui préconise un développement vertical de la cité, concepts qui sont largement popularisés par les auteurs de science-fiction. Plus modeste dans sa conception, l'écovillage naît du rejet de la société de consommation et de son gigantisme à la fin du XXe siècle.

## XXIesiècle
Les types de cité idéale contemporaine varient : d'un côté des projets pharaoniques de nouveaux riches, stigmatisés par leurs opposants, de l'autre des utopies aux revendications d'égalité et de justice sociale. Un exemple des premiers pourrait être le développement de Dubaï, qui réinjecte la manne pétrolière dans un urbanisme qui est un défi à la fois aux conditions climatiques difficiles du désert et à l'architecture de l'ère industrielle. Dubaï, encensée par Rem Koolhaas, est présentée par Mike Davis comme le  « fruit de la rencontre improbable d'Albert Speer et de Walt Disney sur les rives d'Arabie. » Les nouvelles utopies sont souvent inspirées par le désir d'anticiper les changements climatiques tout en combinant architecture soucieuse des hommes et de l'environnement et esthétisme. L'urbanisme aquatique ("aquaURBanism" en anglais), comme ces Nymphéas présentés par Vincent Callebaut, projet d'une « écopôle flottante multiculturelle dont le métabolisme serait en symbiose parfaite avec les cycles de la nature», anticipe le réchauffement climatique et la montée des eaux. Atlantis et Utopia n'en ont pas fini de se réinventer.
À l'heure actuelle, le débat fait rage à l'intérieur même du camp de l'urbanisme durable entre partisans (comme Jacques Ferrier et ses tours Hypergreen) et opposants de l'urbanisation verticale. Le documentaire Last Call for Planet Earth - architects for a better world (2007-2008), du réalisateur Jacques Allard, tente de résumer les enjeux de la ville idéale du futur.

## Les critiques
La cité idéale est critiquée dès l'antiquité par Aristophane. Dans Les Oiseaux, il imagine la construction d'une ville idéale dans les airs, Néphéloccocygia. Différents charlatans se présentent, notamment un géomètre, Meton, venu toiser l'air et le partager en rues : J'applique une règle droite, de manière à ce que tu aies un cercle tétragone ; au centre est l'Agora, les rues qui y conduisent sont droites et convergentes au centre, ainsi que d'un astre, qui est rond de sa nature, partent des rayons droits qui brillent dans tous les sens.  
Jonathan Swift fera de même dans son roman, Les voyages de Gulliver (Laputa), qui montre les architectes commencer la construction des maisons par le toit. Dans Martin Chuzzlewit, Charles Dickens montre comment l'exploitation du rêve utopiste par des charlatans peut conduire à la perte des rêveurs naïfs. La cité soi-disant idéale d'Eden, implantée dans une zone marécageuse, infestée de malaria, se révèle vite un véritable enfer, et c'est au contact de cet enfer que le héros va développer d'admirables qualités d'entraide et de dévouement qu'une cité véritablement idéale n'aurait peut-être pas engendrées.  
Dans Les Cinq Cents Millions de la Bégum (1879), Jules Verne oppose deux projets de ville idéale, France-Ville et Stahlstadt. Cette dernière est le prototype de la ville industrielle construite autour d'un gisement minier, répondant à une logique de profit qui fait peu de cas de la vie des hommes. Il s'agit en fait d'une dystopie, analogue à la Coketown décrite par Dickens en 1849 dans son roman industriel Hard Times, roman dans lequel il s'attaque de façon virulente à l'utilitarisme de Jeremy Bentham.

#### Généralités
- Sémiologie de l'espace
- Bastide (ville)
- Fondation (ville)
- Histoire urbaine
- Ecoquartier
- Ville
- Urbanisme
- Urbanisme en France
- Socialisme utopique
- Familistère de Guise
- Ville nouvelle
- Cité Linéaire
- Ville mythique
- Ville privée
- Renaissance ferraraise
- Gated communities
- Communauté intentionnelle
- The Venus Project
- Urbanisme écologique
- Cité-jardin
- Ville intelligente
- Arcologie
- Ville durable, Charte d'Aalborg
- Haute qualité environnementale
- Projets : Masdar, Dongtan, BedZED, Knowledge Economic City Al MAdinah (en)

#### Analyses
- La Réunion (phalanstère)
- Ebenezer Howard, promoteur des cités-jardin, notamment Letchworth Garden City et Welwyn Garden City
- Joseph Paxton
- Tony Garnier
- Histoire de la cité-jardin du Vésinet
- Congrès international d'architecture moderne
- Arcosanti
- Jacque Fresco